# Metallic Spheres
Metallic Spheres — десятый студийный альбом британской группы The Orb, записанный совместно с гитаристом Pink Floyd Дэвидом Гилмором, издан в 2010 году.

## Об альбоме
Metallic Spheres распространяется в нескольких изданиях, одно из которых состоит из двух компакт-дисков, записанных с применением технологии 3D60, которая позволяет воспринимать объёмное трёхмерное звучание в обычных стерео наушниках.

## Список композиций

Обложка двухдискового издания

Все треки написаны Дэвидом Гилмором, Алексом Патерсоном и Youth (Мартин Гловер).
Metallic Side (28:41)
Metallic Spheres
Hymns To The Sun (Дэвид Гилмор, Алекс Патерсон, Youth и Graham Nash)
Black Graham (Дэвид Гилмор, Алекс Патерсон, Youth и Marcia Mello)
Hiding In Plain View (Дэвид Гилмор, Алекс Патерсон, Youth и Tim Bran)
Classified
Spheres Side (20:12)
Es Vedra
Hymns To The Sun (Reprise)
Olympic
Chicago Dub
Bold Knife Trophy
Metallic Side (3D60™ Version) (29:50)
Metallic Spheres
Hymns To The Sun
Black Graham
Hiding In Plain View
Classified
Spheres Side (3D60™ Version) (20:20)
Es Vedra
Hymns To The Sun (Reprise)
Olympic
Chicago Dub
Bold Knife Trophy

## Участники записи
- Дэвид Гилмор — гитара, вокал
- Алекс Патерсон — звуковые манипуляции, клавишные, вертушки
- Youth — бас-гитара, клавишные, программирование
- Tim Bran — клавишные, программирование
- Marcia Mello — акустическая гитара («Black Graham»)
- Dominique Le Vac — бэк-вокал